# Сельское поселение «Село Ильинское» (Малоярославецкий район)

Сельское поселение «Село Ильинское» — муниципальное образование в составе Малоярославецкого района Калужской области России.
Центр — село Ильинское.
Образовано в соответствии с Законом Калужской области от 28 декабря 2004 года № 7-ОЗ, определившем границы сельского поселения и состав его населённых пунктов.

## Состав сельского поселения
Согласно областному закону в состав поселения входят следующие населённые пункты:
| №  | Населённый пункт  | Тип населённого пункта       | Население |
| -- | ----------------- | ---------------------------- | --------- |
| 1  | Ильинское         | село, административный центр | ↘980      |
| 2  | Башкировка        | деревня                      | ↘6        |
| 3  | Боболи            | деревня                      | #Н/Д      |
| 4  | Выглово           | деревня                      | →0        |
| 5  | Дуркино           | деревня                      | ↗12       |
| 6  | Ковчег            | деревня                      | 82        |
| 7  | Лобково           | деревня                      | →5        |
| 8  | Лужное            | деревня                      | ↗7        |
| 9  | Мосолово          | деревня                      | ↘53       |
| 10 | Некрасово         | деревня                      | →0        |
| 11 | Пирогово          | деревня                      | ↘22       |
| 12 | Подсосено         | деревня                      | ↘6        |
| 13 | Сокольники Вторые | деревня                      | ↘55       |
| 14 | Сокольники Первые | деревня                      | ↗75       |
| 15 | Старорыбино       | деревня                      | ↗25       |

На территории поселения, согласно его уставу, также находятся деревни Аннино, Анюхино и Каменево, которые Закон Калужской области от 30 сентября 2010 года № 51-ОЗ не определяет как  самостоятельные действующие населённые пункты. 

## Население
| 2010  | 2012  | 2013  | 2014  | 2015  | 2016  | 2017  |
| ----- | ----- | ----- | ----- | ----- | ----- | ----- |
| 1331  | ↘1295 | ↘1259 | ↘1230 | ↘1189 | ↘1175 | ↘1158 |
| 2018  | 2019  | 2020  | 2021  |       |       |       |
| ↘1129 | ↘1093 | ↗1095 | ↗1272 |       |       |       |